# Antoine Meyer
Pour les articles homonymes, voir Meyer.
Antoine Meyer alias Antun Meyer, né le 31 mai 1801 ou 1803 à Luxembourg et mort le 29 avril 1857 à Liège, est un professeur de mathématiques et un poète luxembourgeois puis belge à partir de 1842.
Outre ses travaux concernant les mathématiques, il est connu pour ses ouvrages de poésie en langue luxembourgeoise, ainsi que pour avoir tenté de donner une grammaire et une orthographe à cette langue.

## Biographie
Né dans une famille modeste, Antoine Meyer est le fils de Hubert Meyer, cordonnier de profession et d'Elisabeth Kirschenbilder.
Après avoir terminé ses études humanistes (= secondaires classiques) à l'Athénée de Luxembourg, Meyer va en 1818 suivre les cours de l'université de Liège et y obtient des succès. Pendant son séjour de six ans dans cette ville, il s'adonne principalement à diverses branches des mathématiques, pour lesquelles il se sent une vocation toute particulière.
En 1824 il obtient le diplôme de Docteur en sciences, mathématiques et physique. Pour se perfectionner encore, il conçoit le projet d'aller à Paris entendre quelques-uns des maîtres de la science et part en conséquence. Pendant tout le temps qu'il habite Paris, il est, comme il l'était à Liège, obligé de pourvoir à ses besoins en donnant des cours particuliers.
En 1826, l'administration communale d'Echternach lui confie une chaire dans son collège, qu'elle tente de réorganiser. Il y enseigne les mathématiques, le latin, le grec, l'allemand, la « langue hollandaise » (le néerlandais) et le dessin linéaire appliqué aux arts, et ce jusqu'en février 1828.
Pendant son séjour à Echternach, Meyer a l'occasion d'écrire et de publier dans le journal de Luxembourg, sous le titre de Fragment d'une lettre trouvée à l'ermitage d'Echternach, une espèce de satire contre les tendances de l'époque pour centraliser les établissements d'instruction moyenne.
Il est ensuite nommé professeur de mathématiques à l'école militaire de Bréda, qu'il quitte en 1830, pour être recruté au collège de Louvain en 1831. Quelque temps plus tard il part pour l'institut Gaggia, à Bruxelles, où il reste jusqu'en 1837.
Après l'érection de l'Université libre de Bruxelles, il y obtient en 1838 la chaire de mathématiques supérieures et peu de temps après, le gouvernement l'attache au dépôt de la guerre en qualité de calculateur. Placé désormais dans une position stable, Meyer ne tarde pas à devenir auteur. L'année même de son entrée à l'université de Bruxelles, il publie son premier ouvrage de mathématiques supérieures sous le titre Quelques développements d'analyse combinatoire. D'autres suivent rapidement et attirent sur lui l'attention de l'Académie royale de Belgique qui l'admet le 16 décembre 1846 au nombre de ses correspondants.
Lorsqu'en 1849 une chaire de mathématiques supérieures devient vacante à l'université de Liège, il y est élu. En 1955, Meyer meurt subitement alors qu'il prépare un Essai sur une exposition naturelle de la théorie analytique des probabilités a priori.
Meyer est également un peintre amateur appréciés des connaisseurs. Il peint, entre autres, une grande vue du marché et de l'église abbatiale d'Echternach.

### Auteur en langue luxembourgeoise
En 1829 il publie un recueil de poésies composées dans le dialecte de Luxembourg-Ville, auquel il a donné le titre de E' Schrek ob de lezeburger Parnassus (« un pas sur le Parnasse luxembourgeois »). Cet écrit serait le premier essai pour écrire et pour poétiser la langue luxembourgeoise. L'auteur le fait précéder de remarques sur la grammaire et les méthodes qu'il a suivies pour fixer l'orthographe.
En 1832 à Louvain, dans le même format, il publie sous le titre de Jong vum Schreck op de Letzeburger Parnassus, une seconde brochure de dix-huit pages de nouvelles poésies de ce genre ; en 1845 à Bruxelles, une troisième, intitulée Luxemburgische Gedichte und Fabeln, accompagnée d'une introduction sur la grammaire, avec interprétation des mots propres au dialecte luxembourgeois et des expressions ou tours de phrase particuliers à cet idiome, par M. Gloden ; ainsi qu'une quatrième à Liège, en 1853, suscrite Oilzegs Klæng (Oilzegt-Kläng).
D'après Félix Thyes, c'est à Meyer que revient l'honneur d'avoir, le premier, tiré cette langue de l'indifférence et du mépris où elle gisait. Et d'avoir créé, en quelque sorte, une littérature nouvelle. Il avait voulu prouver « que le dialecte luxembourgeois n'est pas aussi rude, pauvre, déréglé, raide et barbare que beaucoup de Luxembourgeois de naissance veulent le prétendre avec un ton ironique. »

## Publications
- Nouveaux Éléments de goniométrie, Liège, Dessain, 1854
- Manuel d'un cours de calcul différentiel, Liège, Dessain, 1855
- Nouveaux éléments du calcul des variations, Liège, Dessain, 1856
- Essai sur une exposition nouvelle de la théorie analytique des probabilités à[sic] posteriori, Liège, Dessain, 1857

### Publications en luxembourgeois
- E' Schrek ob de' lezeburger Parnassus, Lezeburg, Lamort, 1829 (lire en ligne)
- Jong vum schrek op de' letzeburger parnassus, Léwen, Massar-Meyer, 1832 (lire en ligne)
- Luxemburgische gedichte und fabeln : nebst einer grammatischen einleitung und einer wörtererklärung der dem dialekt mehr oder weniger eigenartigen ausdrücke, von Gloden, Brüssel, Delevingne und Callewaert, 1845 (lire en ligne)
- Oilzegt-Kläng, Lüttich, Dessain, 1853 (lire en ligne)
- Règelbüchelchen vum lezeburger Orthoegraf, en Uress, als Próf, d'Fraèchen aus dem Hâ, a Versen, Liège, 1854